# 安正煥
安 正煥（アン・ジョンファン、1984年1月28日- ）は、韓国の柔道家（66kg級）。

## 概要
大邱の中学校卒業後、日本の沖学園高等学校に留学、その後山梨学院大学を卒業。柔道の基礎を7年間日本で学んだ実力派。卒業後は韓国に戻り市庁に所属。その後、2009年の世界選手権66kg級で3位になった。2014年からはスペイン代表チームのコーチに就任した。2016年のリオデジャネイロオリンピック以降は韓国ナショナルチームのコーチとなった。
柔道韓国代表のアン・ビョングン監督は叔父にあたる。

## 主な戦績
- 2008年 - 東アジア選手権　優勝
- 2008年 - 嘉納杯　2位
- 2009年 - グランドスラム・パリ　3位
- 2009年 - アジア選手権　2位
- 2009年 - 世界選手権　3位
- 2009年 - グランドスラム・東京　3位
- 2010年 - グランプリ・デュッセルドルフ　2位
- 2011年 - ミリタリーワールドゲームズ　個人戦　5位　団体戦　2位
- 2012年 - グランプリ・デュッセルドルフ　5位
- 2012年 - グランプリ・青島　5位